# Francesco I di Nevers
Francesco I di Nevers (2 settembre 1516 – Nevers, 13 febbraio 1561) è stato un nobile e militare francese.

## Biografia
Era l'unico figlio di Carlo II di Cleves Nevers, e di sua moglie, Maria di Albret.
Nel 1521 succedette a suo padre come conte di Nevers e nel 1539 divenne duca di Nevers. Più tardi, nel 1549, ereditò il titolo di Conte di Rethel da sua madre.
È stato una figura importante alla corte di Francesco I e di Enrico II di Francia. È stato uno dei signori della guerra che comandarono l'esercito reale durante le ultime guerre d'Italia. È stato governatore della città di Châlons, che ha difeso contro Carlo V, e fu  governatore della Champagne.

## Matrimoni

### Primo Matrimonio
Sposò, il 10 gennaio 1538, Margherita di Borbone-Vendôme (1516-1559), figlia di Carlo I di Borbone-Vendôme e sorella maggiore di Antonio di Borbone (e quindi una zia del futuro Enrico IV). Al suo matrimonio, viene organizzato un ballo in maschera in cui parteciparono Enrico d'Albret, re di Navarra, il Delfino, il futuro Enrico II, Carlo d'Angouleme, duca di Orléans, il cardinale di Lorena e il duca Anne de Montmorency.
Francesco e Margherita ebbero cinque figli:
- Francesco II (1540-1562);
- Enrichetta (1542-1601), sposò Ludovico Gonzaga, duca di Nevers;
- Giacomo (1544-1564);
- Caterina (1548-1633), sposò in prime nozze Antonio III di Croy e in seconde nozze Enrico di Guisa;
- Maria (1553-1574), sposò Enrico di Borbone, principe del sangue.

### Secondo Matrimonio
Rimasto vedovo, nel 1560 sposò la cugina della prima moglie, Maria II di Borbone-Saint-Pol (1539-1601), figlia di Francesco di Borbone-Vendôme. Non ebbero figli.

## Morte
Ha partecipato alla repressione della cospirazione di Amboise, ma ha finito convertitosi alla fede calvinista. Morì il 13 febbraio 1561 a Nevers.

## Ascendenza
|                             |                               |                                  | Genitori                   |  |  | Nonni |  |  | Bisnonni            |  |  | Trisnonni         |  |
|                             |                               |                                  |                            |  |  |       |  |  | Giovanni I di Kleve |  |  | Adolfo I di Kleve |  |
|                             |                               |                                  |                            |  |  |       |  |  | Giovanni I di Kleve |  |  | Adolfo I di Kleve |  |
|                             |                               | Maria di Borgogna                |                            |  |  |       |  |  | Giovanni I di Kleve |  |  |                   |  |
| Engilberto di Nevers        |                               |                                  |                            |  |  |       |  |  | Giovanni I di Kleve |  |  |                   |  |
|                             |                               | Elisabetta di Nevers             | Giovanni II di Nevers      |  |  |       |  |  |                     |  |  |                   |  |
|                             |                               | Elisabetta di Nevers             | Giovanni II di Nevers      |  |  |       |  |  |                     |  |  |                   |  |
|                             |                               | Elisabetta di Nevers             | Jacqueline d'Ailly         |  |  |       |  |  |                     |  |  |                   |  |
| Carlo II di Cleves Nevers   |                               | Elisabetta di Nevers             |                            |  |  |       |  |  |                     |  |  |                   |  |
|                             |                               | Giovanni VIII di Borbone-Vendôme | Luigi I di Borbone-Vendôme |  |  |       |  |  |                     |  |  |                   |  |
|                             |                               | Giovanni VIII di Borbone-Vendôme | Luigi I di Borbone-Vendôme |  |  |       |  |  |                     |  |  |                   |  |
|                             |                               | Giovanni VIII di Borbone-Vendôme | Jeanne de Laval            |  |  |       |  |  |                     |  |  |                   |  |
| Carlotta di Borbone-Vendôme |                               | Giovanni VIII di Borbone-Vendôme |                            |  |  |       |  |  |                     |  |  |                   |  |
|                             |                               | Isabelle de Beauvau              | Luigi di Beauvau           |  |  |       |  |  |                     |  |  |                   |  |
|                             |                               | Isabelle de Beauvau              | Luigi di Beauvau           |  |  |       |  |  |                     |  |  |                   |  |
|                             |                               | Isabelle de Beauvau              | Margherita di Chambley     |  |  |       |  |  |                     |  |  |                   |  |
| Francesco I di Nevers       |                               | Isabelle de Beauvau              |                            |  |  |       |  |  |                     |  |  |                   |  |
|                             | Arnaud Amanieu d'Albret-Orval | Carlo II d'Albret                |                            |  |  |       |  |  |                     |  |  |                   |  |
|                             | Arnaud Amanieu d'Albret-Orval | Carlo II d'Albret                |                            |  |  |       |  |  |                     |  |  |                   |  |
|                             | Arnaud Amanieu d'Albret-Orval | Anna d'Armagnac                  |                            |  |  |       |  |  |                     |  |  |                   |  |
| Giovanni d'Albret-Orval     | Arnaud Amanieu d'Albret-Orval |                                  |                            |  |  |       |  |  |                     |  |  |                   |  |
|                             |                               | Isabelle de La Tour d'Auvergne   | …                          |  |  |       |  |  |                     |  |  |                   |  |
|                             |                               | Isabelle de La Tour d'Auvergne   | …                          |  |  |       |  |  |                     |  |  |                   |  |
|                             |                               | Isabelle de La Tour d'Auvergne   | …                          |  |  |       |  |  |                     |  |  |                   |  |
| Maria di Albret             |                               | Isabelle de La Tour d'Auvergne   |                            |  |  |       |  |  |                     |  |  |                   |  |
|                             |                               | Giovanni II di Nevers            | Filippo di Nevers          |  |  |       |  |  |                     |  |  |                   |  |
|                             |                               | Giovanni II di Nevers            | Filippo di Nevers          |  |  |       |  |  |                     |  |  |                   |  |
|                             |                               | Giovanni II di Nevers            | Bona d'Artois              |  |  |       |  |  |                     |  |  |                   |  |
| Carlotta di Nevers          |                               | Giovanni II di Nevers            |                            |  |  |       |  |  |                     |  |  |                   |  |
|                             |                               | Paolina di Brosse                | Giovanni II di Brosse      |  |  |       |  |  |                     |  |  |                   |  |
|                             |                               | Paolina di Brosse                | Giovanni II di Brosse      |  |  |       |  |  |                     |  |  |                   |  |
|                             |                               | Paolina di Brosse                | Nicoletta di Châtillon     |  |  |       |  |  |                     |  |  |                   |  |
|                             |                               | Paolina di Brosse                |                            |  |  |       |  |  |                     |  |  |                   |  |